# Josué Sá
Josué Humberto Gonçalves Leal de Sá (Lissabon, 17 juni 1992) - alias Josué Sá - is een Portugees voetballer die sinds 2020 uitkomt voor PFK Ludogorets. Sá is een centrale verdediger .

## Carrière
Sá voetbalde in de jeugd voor Sporting Lissabon. In 2009 maakte hij de overstap naar Vitória SC. In 2011 werd hij een seizoen lang uitgeleend aan Chaves. Nadien keerde hij terug naar Vitória, waar hij uitgroeide tot een vaste waarde en aanvoerder. Het leverde hem interesse op van onder andere Girondins Bordeaux en US Sassuolo.
Op 31 augustus 2017 ondertekende hij een vierjarig contract bij RSC Anderlecht. Anderlecht betaalde, afhankelijk van de bron, tussen de 2 en 2,5 miljoen euro. Sá kreeg in het seizoen 2017/18 zijn kans bij de Brusselaars, maar slaagde er niet in om helemaal te overtuigen. Het seizoen daarop werd hij verhuurd aan het Turkse Kasımpaşa SK, dat een aankoopoptie bedong in het huurcontract. Nadat zijn huurovereenkomst voorbij was, keerde hij terug naar Anderlecht. Diezelfde zomer werd hij meteen verhuurd voor één jaar aan het Spaanse SD Huesca. Met Huesca werd hij in 2020 kampioen in de Segunda División A.
In oktober 2020 verliet Sá, die tussen zijn uitleenbeurten door nooit meer in de plannen van Anderlecht paste, het Lotto Park op definitieve basis voor de Bulgaarse eersteklasser PFK Ludogorets.

## Statistieken
| Seizoen | Club              | Land               | Competitie                 | Competitie | Competitie | Beker | Beker | Europa | Europa | Totaal | Totaal |
| Seizoen | Club              | Land               | Competitie                 | Wed.       | Dlp.       | Wed.  | Dlp.  | Wed.   | Dlp.   | Wed.   | Dlp.   |
| ------- | ----------------- | ------------------ | -------------------------- | ---------- | ---------- | ----- | ----- | ------ | ------ | ------ | ------ |
| 2011/12 | Vitória Guimarães | Vlag van Portugal  | Primeira Liga              | 0          | 0          | 0     | 0     | 0      | 0      | 0      | 0      |
| 2011/12 | → GD Chaves       | Vlag van Portugal  | Segunda Divisão Portuguesa | 23         | 1          | 1     | 0     | —      | —      | 24     | 1      |
| 2012/13 | Vitória Guimarães | Vlag van Portugal  | Primeira Liga              | 3          | 0          | 0     | 0     | —      | —      | 3      | 0      |
| 2013/14 | Vitória Guimarães | Vlag van Portugal  | Primeira Liga              | 5          | 0          | 2     | 0     | 0      | 0      | 7      | 0      |
| 2014/15 | Vitória Guimarães | Vlag van Portugal  | Primeira Liga              | 26         | 2          | 2     | 0     | —      | —      | 28     | 2      |
| 2015/16 | Vitória Guimarães | Vlag van Portugal  | Primeira Liga              | 31         | 2          | 2     | 0     | 0      | 0      | 33     | 2      |
| 2016/17 | Vitória Guimarães | Vlag van Portugal  | Primeira Liga              | 30         | 1          | 6     | 0     | —      | —      | 36     | 1      |
| 2017/18 | Vitória Guimarães | Vlag van Portugal  | Primeira Liga              | 3          | 0          | 1     | 0     | 0      | 0      | 4      | 0      |
| 2017/18 | RSC Anderlecht    | Vlag van België    | Jupiler Pro League         | 22         | 0          | 1     | 0     | 3      | 0      | 26     | 0      |
| 2018/19 | → Kasımpaşa SK    | Vlag van Turkije   | Süper Lig                  | 17         | 1          | 5     | 0     | —      | —      | 22     | 1      |
| 2019/20 | → SD Huesca       | Vlag van Spanje    | Segunda División A         | 26         | 1          | 1     | 0     | —      | —      | 27     | 1      |
| 2020/21 | PFK Ludogorets    | Vlag van Bulgarije | Parva Liga                 | 7          | 1          | 0     | 0     | 1      | 0      | 8      | 1      |
| Totaal  | Totaal            | Totaal             | Totaal                     | 193        | 9          | 21    | 0     | 4      | 0      | 218    | 9      |